# Universidad Boliviana de Informática
Die Universidad Boliviana de Informática (kurz: UBI) ist eine private Hochschule in der Stadt La Paz im südamerikanischen Anden-Staat Bolivien. Sie wurde 1994 gegründet, durch ministeriellen Beschluss 213/94 vom 11. März 1994 anerkannt und mit Dekret 143/02 vom 21. Mai 2002 als vollwertige Universität akkreditiert. Die UBI unterhält Fakultäten an den Standorten Sucre, La Paz und El Alto.

## Fakultäten in Sucre
Die UBI in Sucre ist in die folgenden Fakultäten gegliedert:
- Business Engineering (Ingeniería comercial)
- Systems Engineering (Ingeniería de sistemas)
- Veterinärmedizin (Veterinaria)
- Architektur (Arquitectura)
- Sozialarbeit (Trabajo Social)
- Bauingenieurwesen (Ingeniería Civil)
- Agrarwissenschaft (Agronomía)
- Betriebswirtschaftslehre (Contaduría y auditoría de sistemas)
- Ingenieurwissenschaften (Ingeniería de hardware)
- Agrarwissenschaften (Ingeniería agroindustrial)
- Zoologie (Zootecnia)
- Software-Technik (Ingeniería de software)
- Zahnmedizin (Odontología)
- Medizin (Medicina)

## Fakultäten in La Paz
- Betriebswirtschaft (Administración de empresa)
- Qualitätsmanagement (Auditoría)
- Rechtswissenschaft (Derecho)
- Systems Engineering (Ingeniería de sistemas)
- Psychologie (Psicología)
- Erziehungswissenschaften (Ciencias de la educación)
- Marketing und Werbung (Marketing y publicidad)

## Fakultäten in El Alto
- Business Engineering (Ingeniería comercial)
- Systems Engineering (Ingeniería de sistemas)
- Veterinärmedizin (Veterinaria)
- Architektur (Arquitectura)
- Sozialarbeit (Trabajo Social)
- Bauingenieurwesen (Ingeniería Civil)
- Agrarwissenschaft (Agronomía)
- Betriebswirtschaftslehre (Contaduría y auditoría de sistemas)
- Ingenieurwissenschaften (Ingeniería de hardware)
- Agrarwissenschaften (Ingeniería agroindustrial)
- Zoologie (Zootecnia)
- Software-Technik (Ingeniería de software)